# Fimbristylis rupestris
Fimbristylis rupestris är en halvgräsart som beskrevs av Latz. Fimbristylis rupestris ingår i släktet Fimbristylis och familjen halvgräs. Inga underarter finns listade i Catalogue of Life.